# Letiště Špicberky
Letiště Špicberky (IATA: LYR, ICAO: ENSB) je hlavní letiště na norském souostroví Špicberky. Nachází se 3 km od hlavního města Longyearbyenu a po letištích Alert Airport v Alertu (ostrovy královny Alžběty) a Thule Air Base/Pituffik Airport v Nordu (Grónsko) je třetí nejsevernější na světě.[zdroj?] Výstavba špicberského letiště začala v roce 1973, o dva roky později bylo letiště otevřeno.

## Aerolinie

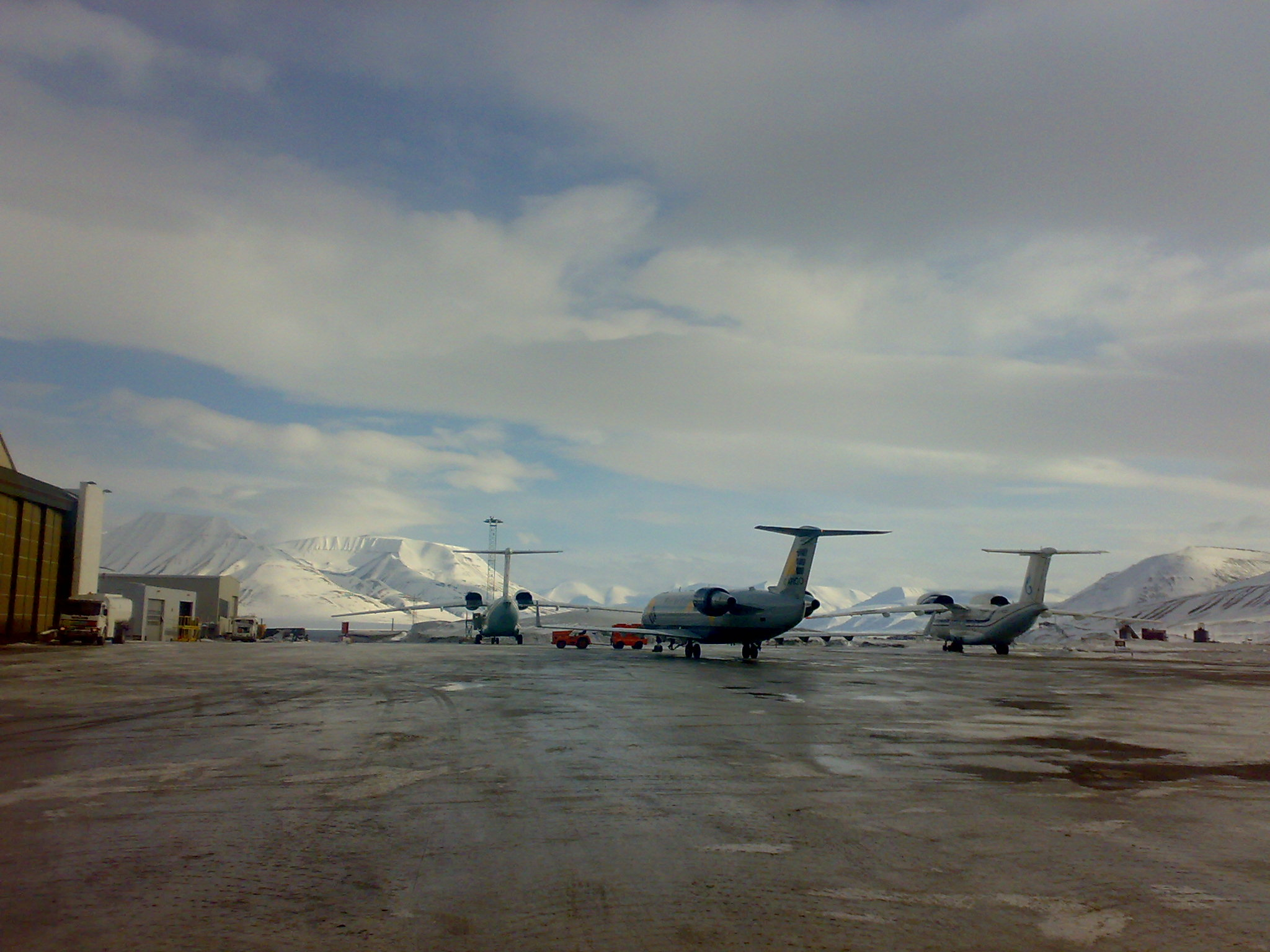
Špicberské mezinárodní letiště

V současnosti jsou na letišti nejčastěji vidět letadla společnosti Scandinavian Airlines, které denně spojují Špicberky s Tromsø nebo Oslem. K dispozici jsou také služby Lufttransport, spojující Longyearbyen s Ny-Ålesund a Sveagruvou, nejčastěji letadlem Dornier Do 228. V roce 2008 prošlo letištěm 138 934 cestujících, což představuje nárůst o 7,4 % oproti předchozímu roku.

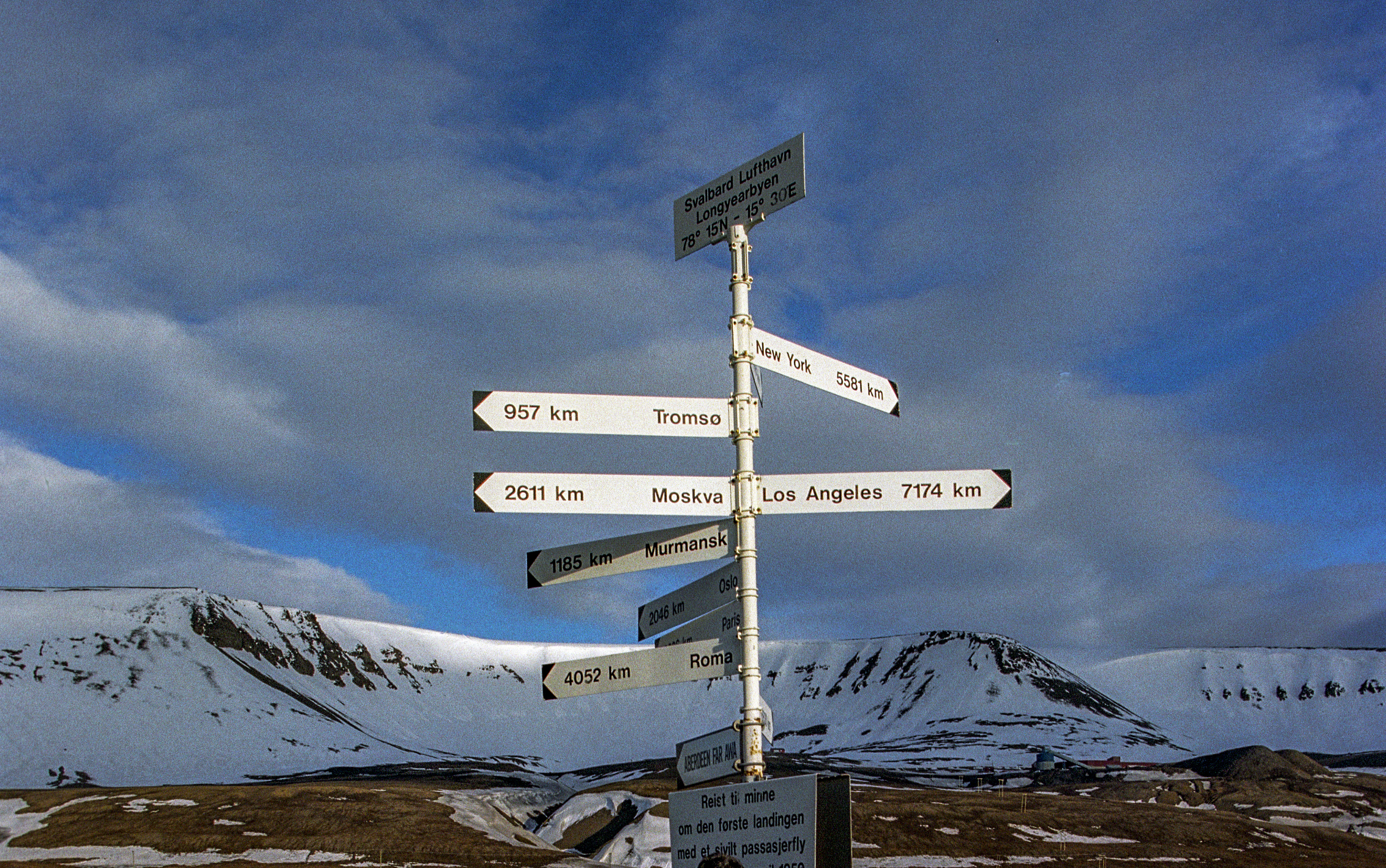
Ukazatel na letišti v Longyearbyenu

## Vybavení a vzhled
Letiště má jednu vzletovou a přistávací dráhu dlouhou 2 323 m. Na letišti se nachází hangáry a řídící věž. Jediný terminál má moderní vybavení.